# Francisco António de Brito Limpo
Francisco António de Brito Limpo (Remelhe, 7 de dezembro de 1829 - Lisboa, em 8 de abril de 1891), 6.º Senhor das Casa da Torre de Moldes e da Casa de Morais (Remelhe), da Casa do Paço (Alvelos), Casa de Amins (Chorente), e ainda da Casa de Outeiro (Adães), foi um coronel de Engenharia e professor do curso de engenharia da Escola do Exército que dedicou a sua carreira militar mas também ao serviço da Comissão de Produção de Cartografia em Portugal.
O nível topográfico e geodésico construído por ele e exposto no Museu de Engenharia Civil, no Instituto Superior Técnico, em Lisboa, foi premiado em certames internacionais, nomeadamente, em Paris (1867), em Viena (1873) e em Filadélfia (1876).
Foi colaborador do Dr. Filipe Folque.
Era sócio efectivo da Academia Real das Ciências de Lisboa, cavaleiro da Ordem da Torre e Espada e obteve a comenda da Ordem Militar de São Bento de Avis em 17 de Fevereiro de 1881.

## Dados genealógicos
Era filho de Bernardo Limpo da Fonseca, o primeiro filho de João Neponucemo Pereira da Fonseca, desembargador da Casa da Suplicação e cavaleiro da Ordem de Cristo e de Ana Joaquina de Miranda. Com geração.
Casou a 27-XI-1867 na Ermida de Nosso Senhor Jesus da Boa Sorte, às Olarias, em Lisboa, com D. Adelaide Augusta da Costa Brandão (1841-1909), natural da Mealhada; neta paterna de Bernardo Limpo da Fonseca (1797-1881), 5.º senhor da Casa da Torre de Moldes e das restantes casas, provedor do concelho de Barcelos e secretário da sub-prefeitura da Comarca de Barcelos, cavaleiro da Ordem de Cristo, e de sua mulher, com a qual casou a 8-II-1828 na Colegiada de Barcelos, D. Ana Joaquina de Miranda (1814-1859), natural de Barcelos; e neta materna de Joaquim Ferreira da Costa Brandão e de sua mulher D. Justina Cândida Cerveira e Campos, concelho de Barcelos, e Cristina Cândida Cerveira e Campos.

## Publicações
- “Estudos sobre nivelamento “ (1870, Imprensa Nacional)[6]
- “Instruções para o exercício dos nivelamentos geométricos de precisão” (1883)[4]
- "Memoria sobre a determinação das latitudes geographicas e dos azimuths" (2013, Imprensa Nacional)[7]
- "Telemetro de inversão" (2013, Imprensa Nacional)[8]